# Verwaltungsgericht Göttingen

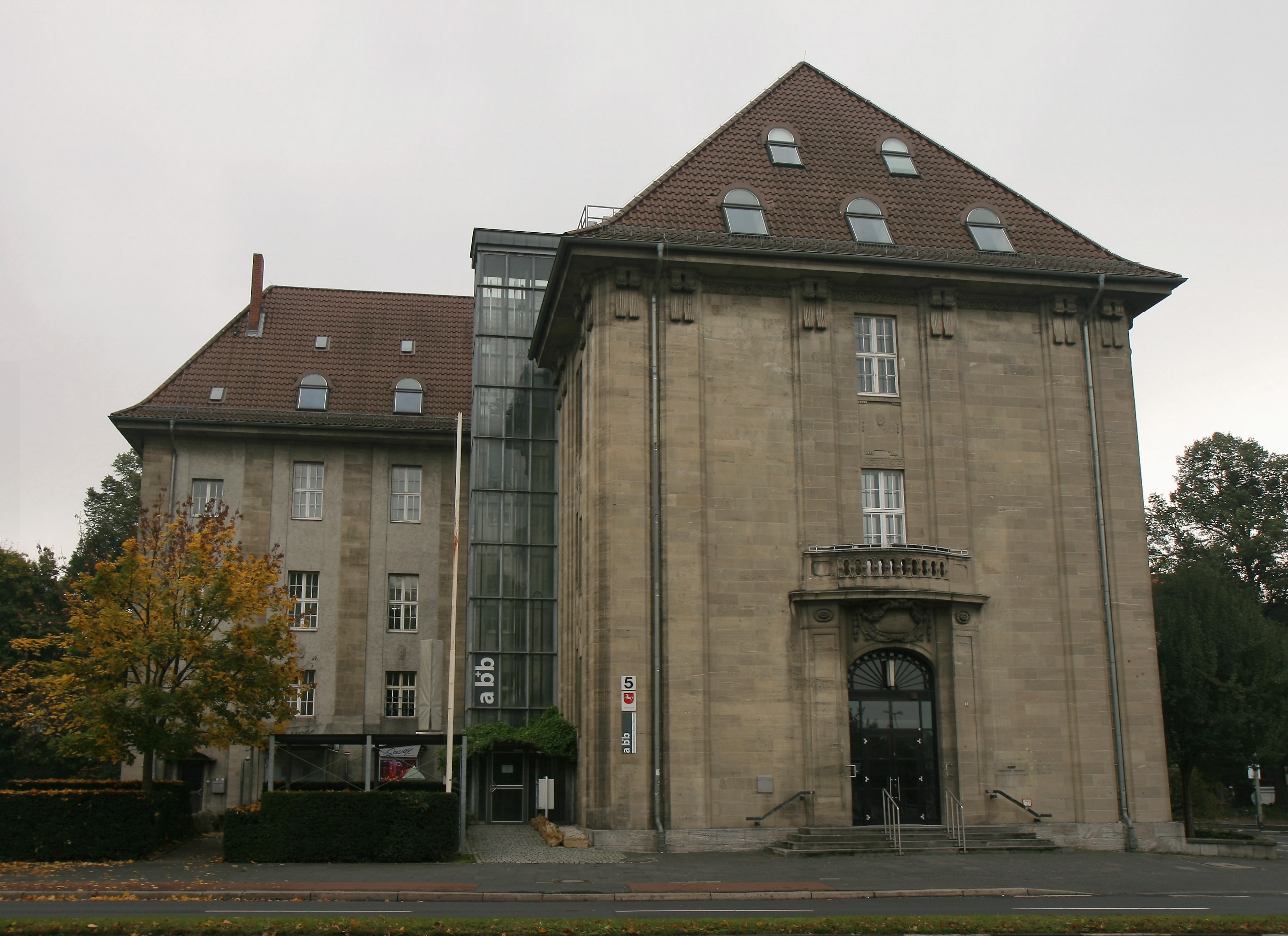
Gerichtsgebäude Berliner Straße 5

Das Verwaltungsgericht Göttingen ist eines von sieben Verwaltungsgerichten im Land Niedersachsen. Es hat seinen Sitz in Göttingen. Präsidentin ist Stefanie Killinger.

## Gerichtsbezirk
Der Gerichtsbezirk umfasst die Landkreise Göttingen und Northeim. Der Gerichtsbezirk hat somit ca. 500.000 Gerichtseingesessene.

## Organisation
Präsidentin ist seit 2017 Stefanie Killinger. Von 2007 bis 2016 war Thomas Smollich Präsident. Das Gericht verfügt über 31 Mitarbeiter, darunter dreizehn Richter. Es wurden vier Kammern gebildet.

## Instanzenzug
Dem Verwaltungsgericht Göttingen übergeordnet ist in erster Instanz das Niedersächsische Oberverwaltungsgericht in Lüneburg und in letzter Instanz das Bundesverwaltungsgericht in Leipzig.